# Dreikantmaßstab

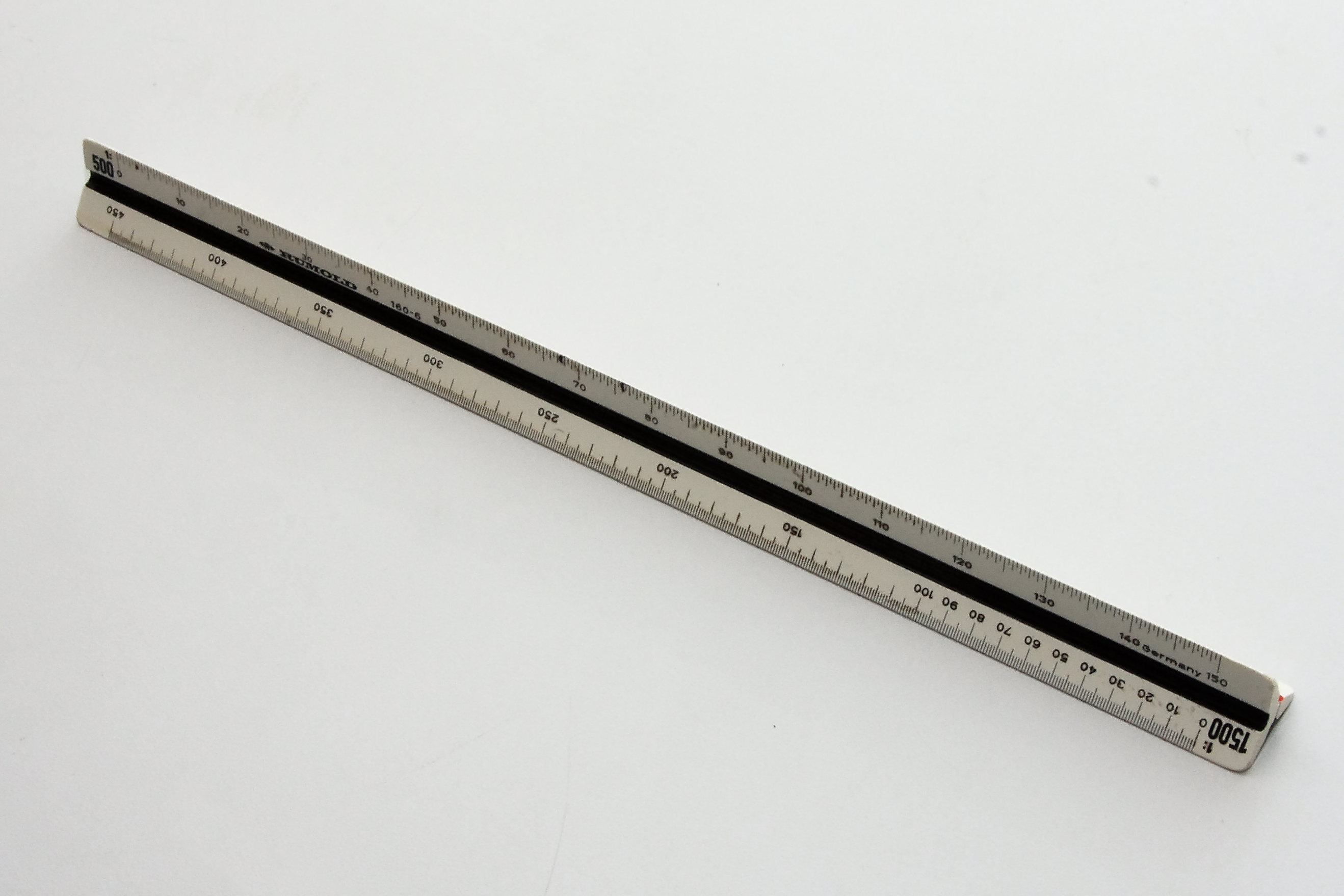
Dreikantmaßstab

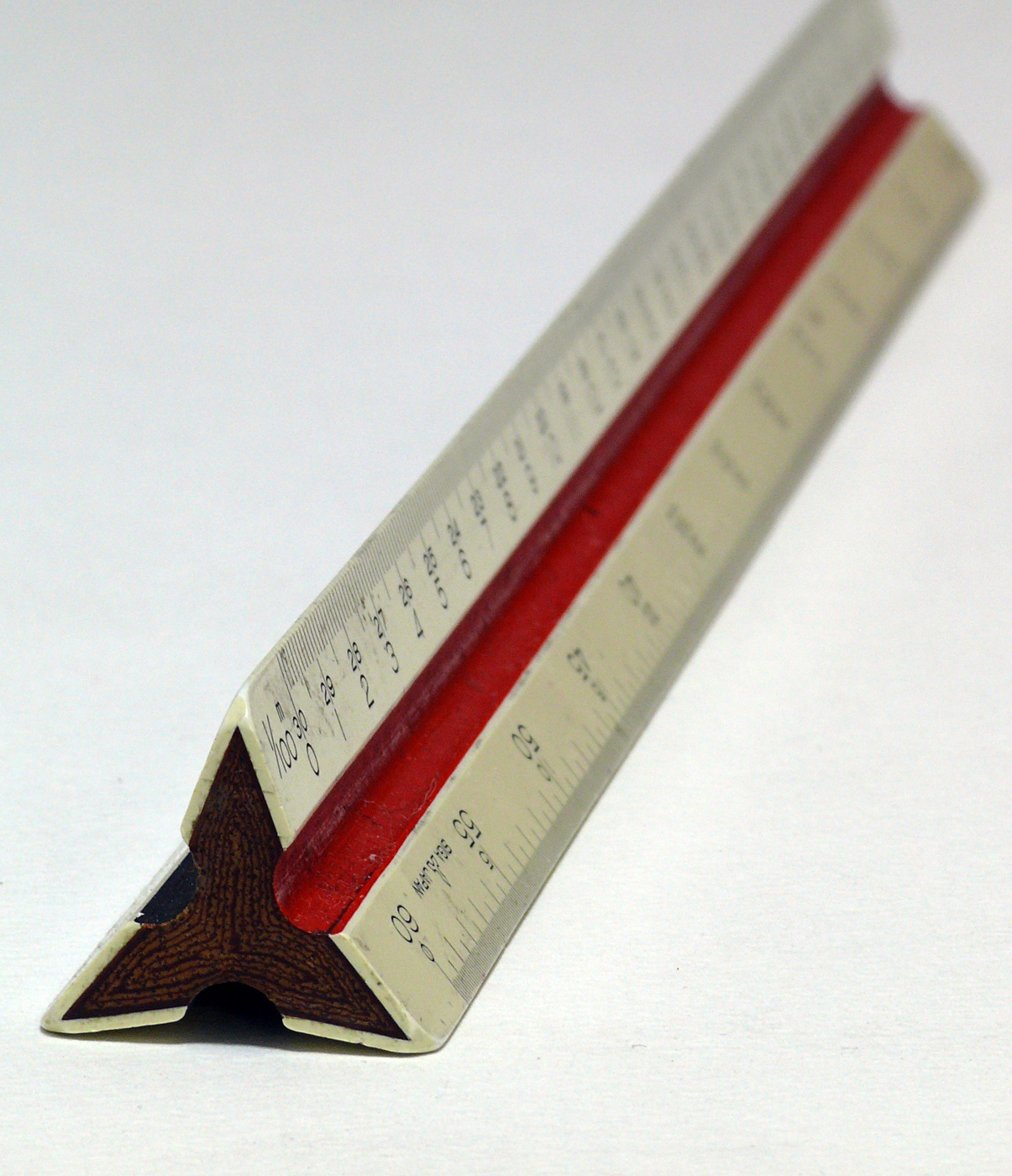
Dreikantmaßstab

Der Dreikantmaßstab, Dreikant oder Prismenmaßstab (auch Prisma oder  Maßknüppel) ist ein Lineal mit sechs verschiedenen Maßstabsskalen. Um diese Skalen an einem Lineal unterzubringen, ist der Maßstab im Querschnitt sternförmig und dieser „Stern“ dreistrahlig. Zum Zeichnen ist der Dreikantmaßstab konstruktionsbedingt nicht brauchbar, vielmehr ist seine alleinige Funktion das Abgreifen von Maßen in maßstäblich gedruckten Zeichnungen und Plänen.
Dreikantmaßstäbe sind in der Regel 30 cm lang. Heute werden diese aus einem Polymerwerkstoff gefertigt, beziehungsweise in hochwertigen Ausführungen aus Leichtmetall (Aluminium) gefertigt. Bei der Auswahl der Werkstoffe wird auf die Maßhaltigkeit besonderen Wert gelegt. 
Früher wurden auch Dreikantmaßstäbe aus Holz gefertigt und mit Skalen aus Aluminium, bzw. später mit einem hochwertigen Polymerwerkstoff, der temperaturbeständig und maßhaltig sein sollte, beklebt. Verwendung findet der Dreikantmaßstab vor allem, wenn mit unterschiedlichen Maßstäben gearbeitet wird und zeitaufwändige Umrechnungen vermieden werden sollen.
Je nach Anwendungsbereich werden verschiedene Maßstabskombinationen angeboten
- Teilung Ingenieur oder F (entsprechend DIN): 1:2,5 / 5 / 10 / 20 / 50 / 100
- Teilung Architekt 1: 1:20 / 25 / 50 / 75 / 100 / 125
- Teilung Berufsschule 2: 1:20 / 25 / 33,33 / 50 / 75 / 100
- Teilung Architekt 4: 1:100 / 200 / 250 / 300 / 400 / 500
- Teilung Vermessung 6: 1:500 / 1000 / 1250 / 1500 / 2000 / 2500
  - Teilung Vermessung 6a: 1:50 / 100 / 200 / 250 / 1440 / 2880  ¹
- Teilung Architekt 7: 1:75 / 125 / 150 / 200 / 250 / 500
- Teilung Maschinenbau 9 oder G: 1:15 / 20 / 25 / 33,33 / 50 / 100
- Teilung Isonorm 10 oder ISO: 1:1 / 2 / 5 / 10 / 20 / 50
- Teilung Vermessung 13: 1:625 / 750 / 1000 / 1250 / 1500 / 3000
- Teilung metric 14: ,01 / ,02 / ,03 / ,05 / ,025 / ,0125
- Teilung architect 31  ²: 3/32 / 3/16 / 1/8 / 1/4 / 3/8 / 1/2 / 3/4 / 1 / 1 1/2 / 3
- Teilung engineer 34  ³: 10 / 20 / 30 / 40 / 50 / 60